# Палаццо Бальдассини
Палаццо Бальдассини — дворец в Риме, построенный архитектором Антонио да Сангалло-младшим примерно в 1516-1519 годах. Он был создан для папского юриста из Неаполя, Мелькиорре Бальдассини. На первом этаже располагались магазины и площадка для проведения семинаров, а парадная состояла из частных квартир.
Двухэтажное здание в плане представляет собой каре — замкнутый четырёхугольник со внутренним двором. Карнизы, разделяющие этажи дворца, и художественные решётки на его окнах характерны для римских дворцов XVI века.
Интерьер был декорирован фресками Джованни да Удине, Перино дель Вага, который самостоятельно расписал дворец, Полидоро да Караваджо и Матурино да Фиренце.